# Kathryn Sullivan
Kathryn Dwyer Sullivan (Paterson, 3 ottobre 1951) è un'ex astronauta statunitense.
Nel 1984 fu la prima donna statunitense a compiere un'attività extraveicolare e nel 2020 la prima donna al mondo a scendere nella Fossa delle Marianne. 

## Biografia
Sullivan è nata nel New Jersey, nel 1973 ha conseguito un bachelor of science in scienze della Terra all'Università della California presso Santa Cruz. Nel 1978 ha preso il dottorato in geologia alla Dalhousie University di Halifax in Nuova Scozia.
Nel gennaio del 1978 è stata selezionata come candidata astronauta, nell'agosto del 1979 ha completato l'addestramento astronautico al termine del quale è stata qualificata come specialista di missione. Ha volato in tre missioni dello Shuttle: nella STS-41-G (ottobre 1984) durante la quale è diventata la prima donna statunitense a compiere un'attività extraveicolare, nella STS-31 (aprile 1990) e nella STS-45 (marzo 1992). È stata anche la prima donna a scendere nel punto più profondo del Pianeta, la Fossa delle Marianne.